# الجائزة العالمية للرواية العربية (2016)
الجائزة العالمية للرواية العربية لعام 2016، هي الدورة التاسعة من الجائزة العالمية للرواية العربية، أعلن عن قائمتها الطويلة في 12 يناير 2016، والقائمة القصيرة في 9 فبراير 2016، وذلك بعد قراءة ومناقشة مستفيضة لقائمة طويلة من الروايات المشاركة، التي زادت على 159 رواية منشورة باللغة العربية، ينتمي كتابها إلى 18 بلدًا عربيًا، ومنحت الجائزة في 26 أبريل 2016، لرواية مصائر: كونشرتو الهولوكوست والنكبة للروائي الفلسطيني ربعي المدهون.

## تفاصيل
أعلن في يوم 9 فبراير 2016، عن القائمة القصيرة للروايات المرشّحة لنيل الجائزة العالمية للرواية العربية للعام 2016. اشتملت القائمة على ست روايات، برزت القضية الفلسطينية بشكل كامل أو جزئي في ثلاث منها، أخيرت واحدة منها لتفوز بالجائزة، في حين ناقشت كل الروايات مواضيع اجتماعية وسياسية عربية، وقد وصفت الروايات الست بأنّها «أعمال مهمة تمثل تجارب روائية حديثة منفتحة على حقول غير مطروقة سابقا تندمج فيها الذات الفردية والذات الجماعية». وهي تظهر في الجدول أدناه. وقد تم الإعلان عن الرواية الفائزة في يوم الثلاثاء 26 أبريل 2016. ويُشار أن القائمة القصيرة للروايات الست، قد اُختيرت من بين الروايات الستة عشرة للقائمة الطويلة والتي كانت أُعلنت في كانون الثاني/يناير 2016، وهي القائمة التي اُختيرت من 159 رواية مرشحة للجائزة من 18 بلدًا تم نشرها خلال الإثني عشر شهرًا السابقة. وقد ضمّت القائمة الطويلة والقصيرة، الروايات التالية:
|  | منحت الجائزة في تاريخ: 26 أبريل، 2016 أعلنت القائمة القصيرة: 9 فبراير، 2016 سبق لهم الوصول للقائمة القصيرة: - متوسط عمر أدباء القائمة القصيرة: - أعلنت القائمة الطويلة: 12 يناير، 2016 سبق لهم الوصول للقائمة الطويلة: - الكتّاب يتوزّعون على: عشرة بلدان (القصيرة: خمسة بلدان) متوسط عمر أدباء القائمة الطويلة: - إجمالي الروايات المرشحة للجائزة: 159 (18 بلدًا) | مصائر ( لربعي المدهون) |  | المكان: أبوظبي الإمارات العربية المتحدة الحضور: - رئيس لجنة التحكيم: أمينة ذيبان |  |

| القائمة الطويلة: |                    |                   |  |
|                  | أهل النخيل         | جنان جاسم حلاوي   |  |
|                  | ترانيم الغواية     | ليلى الأطرش       |  |
|                  | رسائل زمن العاصفة  | عبد النور مزين    |  |
|                  | في الهنا (اسْتُبْعِدَت) | طالب الرفاعي      |  |
|                  | كتيبة سوداء        | محمد المنسي قنديل |  |
|                  | معبد أنامل الحرير  | إبراهيم فرغلي     |  |
|                  | مياه متصحّرة        | حازم كمال الدين   |  |
|                  | نبوءة السقا        | حامد الناظر       |  |
|                  | نزوح مريم          | محمود حسن الجاسم  |  |
|                  | وارسو قبل قليل     | أحمد محسن         |  |

| القائمة القصيرة |                                   |              |  |
|                 |                                   |              |  |
|                 | حارس الموتى                       | جورج يرق     |  |
|                 | سماء قريبة من بيتنا               | شهلا العجيلي |  |
|                 | عطارد                             | محمد ربيع    |  |
|                 | مديح لنساء العائلة                | محمود شقير   |  |
|                 | مصائر: كونشرتو الهولوكوست والنكبة | ربعي المدهون |  |
|                 | نوميديا                           | طارق بكاري   |  |

|  | أعضاء لجنة التحكيم: أمينة ذيبان * | سيد محمود * | عبده وازن * | محمد مشبال * | منير مويتش |